# Museo de la toile de Jouy
El Museo de la toile de Jouy (en francés: Musée de la toile de Jouy) es un museo municipal francés situado en el castillo de Églantine en Jouy-en-Josas, en Yvelines. Se creó en 1977.

## Historia

### El castillo
El castillo de Églantine fue construido a mediados del siglo XIX por el mariscal del Imperio François Certain de Canrobert. Pero el edificio actual se construyó en 1891-1892, después de la venta por el mariscal. Por ello, fue construido posteriormente por Alfred Vaudoyer para uno de los propietarios, el señor Viennot, concejal y jefe del batallón cantonal. La propiedad tomó el nombre de “Églantine” a la muerte de Viennot, siendo su esposa llamada “Viennot de Églantine”.  
El Castillo de Églantine fue elegido y acondicionado en 1991. Sucedió al castillo de Montebello, también situado en el municipio, en acoger al Museo de la Toile de Jouy. El traslado respondió al aumento del número de visitantes del museo (de 1400 visitantes anuales en 1979 a 6000 en 1985) y a las necesidades de espacio y accesibilidad.
Construido en forma de U, es un edificio que, a pesar de su pequeño tamaño, ofrece una gran diversidad de estilos. El cuerpo central forma una L, con una planta baja elevada y un techo de un blanco immaculado. Su cuerpo central está flanqueado por dos pabellones con techos de pizarra, uno de ellos redondeado, conocido como impériale, y el otro rectilíneo conocido como en pabellón. 
El jurista internacional Fromageot, uno de los sucesivos propietarios, recibió a los expertos encargados de establecer el Tratado de Locarno (1925), junto con Alexis Léger, alias Saint-John Perse, consejero de Aristide Briand. El castillo fue la sede de una importante empresa química desde 1951 hasta 1975. Cuando, en 1975, el ayuntamiento examinó las posibilidades de comprar la propiedad, una de las motivaciones era ya la de crear un museo de telas de Jouy. Una parte del terreno se vendió a la empresa Logirep para construir las viviendas de Domaine de l'Églantine.
El traslado de sede de 1991 dio lugar a los trabajos efectuados por Cuno Brullmann y Arno Fougerasse-Lavergnole. El coste de las obras ascendió a 13,5 millones de francos, es decir, a 2 millones de euros con impuestos incluidos, repartidos entre el Estado (40 %), la región (35 %) y el municipio (25 %). Así nació un nuevo espacio: el invernadero, una cubierta de cristal donde se realizan las exposiciones temporales y los eventos especiales. Las circulaciones verticales han sido completamente modificadas por los recientes añadidos arquitectónicos en vidrio y metal hacia los cuales se han trasladado. 

### El museo
Desde 1991, el castillo alberga el Museo de la Toile de Jouy, creado en 1977, dedicado a los tejidos estampados de la fábrica Oberkampf. Estas telas estampadas, muy a la moda en el siglo XVIII, se conocían como toile de Jouy.

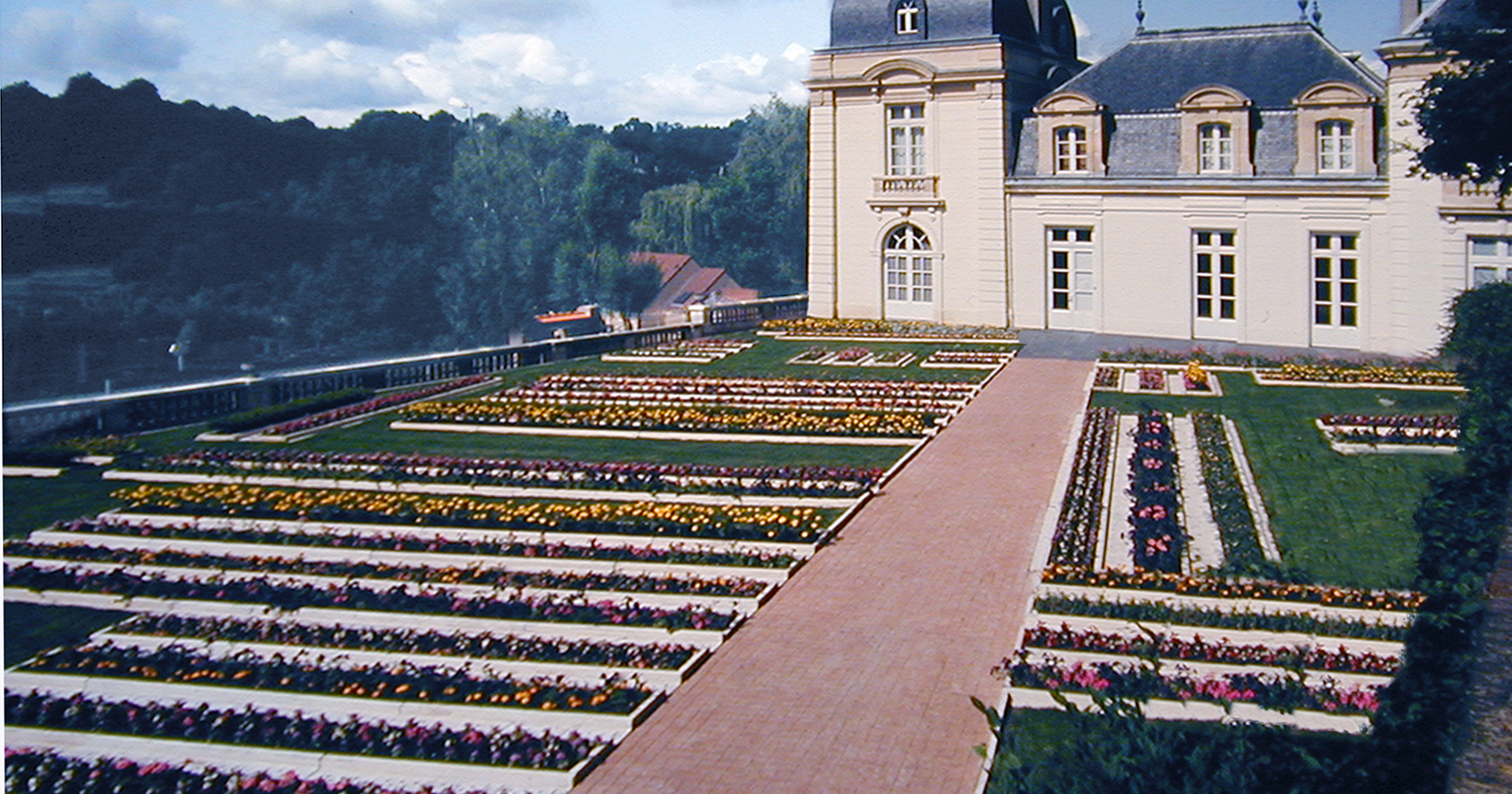
Terraza del museo, con la instalación Planches de Jean-Max Albert

El visitante puede descubrir los equipos de impresión y los dibujos antiguos utilizados para realizar las toiles de Jouy, así como de las planchas de madera, placas y rodillos de cobre, las tintas y los marcos de serigrafía utilizados para imprimir esta tela de 1760 a 1843.
Los parterres floridos a la entrada del castillo, forma de rectángulos alargados, son obra de Jean-Max Albert. Simulan los lienzos que se extendían al sol en los campos que rodean la fábrica.
En el Museo Lambinet de Versalles se pueden ver las raras planchas de cobre que se utilizaban para imprimir las toiles de Jouy.

## Colecciones

### La iconografía de las toiles de Jouy
Los dibujos que componen las toiles de Jouy pueden dividirse en dos categorías: florales y narrativos. 
Los motivos florales constituyen el grupo más numeroso con unos 30 000 motivos florales diferentes. Los motivos narrativos, en cambio, incluyen unos 546 temas narrativos impresos narrativos. Las telas florales se imprimían a menudo en bloque. El motivo floral permitía a los diseñadores y artesanos de variar la combinación de colores. Los colores vivos y variados los hacían adecuados para la decoración, el mobiliario, e igualmente, en la ropa. Aunque el gusto original eran por los motivos que copiaban los chintz indios, «las plantas y flores occidentales, como las bellotas, las hojas de roble, el acebo […], las plumas y los estampados de animales», sustituyeron la iconografía de las indianas.
Las telas narrativas, impresas primero en planchas y luego en rollos, trataban una gran variedad de temas: literarios, políticos, conmemorativos, etc. En los siglos XVIII y XIX, «las escenas pastorales y galantes, las fiestas y los juegos de los pueblos, las estaciones y las cacerías, las diversiones en los jardines de moda, constituyen el tema dominante de las telas impresas que representan escenas con personajes».
Además se pueden encontrar en él escenas de la historia de Francia y de las fábulas de La Fontaine. Pintores de renombre como Jean Baptiste Huet, gran pintor de animales, aportaron sus conocimientos artísticos.

### Los primeras colecciones del Museo de la toile de Jouy
Elegida en el siglo XVIII, tanto para su ubicación cerca del río Bièvre, famoso por la calidad de sus aguas, como por su proximidad a Versalles, la ciudad de Jouy-en-Josas alberga el Museo de la toile de Jouy. El Museo está dedicado principalmente a la antigua fábrica de telas impresas fundada en Jouy-en-Josas por Christophe-Philippe Oberkampf. Se pueden ver de las colecciones de Toiles de Jouy (indianas y telas de personajes), equipos de impresión y los dibujos antiguos. La familia del fabricante, anufacturier, su entorno, sus recuerdos, no son olvidados: mobiliario del siglo XVIII, objetos preciosos y el vestuario evocan el mundo de Christophe-Philippe Oberkampf.
Instalado en el castillo de Églantine, el museo de la Toile de Jouy cuenta la historia del tejido que más influyó en la Francia posrevolucionaria. La toile de Jouy era un tejido asequible que permitió a todas las mujeres, incluidas las de escasos recursos, tener acceso a hermosas telas estampadas, imitando los costosos tejidos importados de Asia, a su vez que eran duraderas y resistentes. El Museo de la Toile de Jouy es un testimonio de cómo se extendió el gusto por este textil en Francia.

### La colección del museo hoy
Desde su creación en el castillo en 1991, el museo ha enriquecido su colección para incluir todos los aspectos del proceso de producción de las toiles de Jouy. En el museo se pueden ver bocetos y los grabados preliminares, también los bloques de madera y placas de cobre esculpidas. 
La amplia colección de toiles de Jouy de la fábrica Oberkampf se completa con una vasta colección de textiles impresos del siglo XVIII. Los visitantes podrán descubrir de los chintz importados de India en la década de 1760, así como las producciones de los competidores franceses de Oberkampf con sede en Nantes, Normandía y Alsacia.
Además de ejemplos de trajes contemporáneos confeccionados con toile de Jouy y una colección de obras de grandes artistas franceses (como Boilly y Vernet, por ejemplo) que muestran los vestidos tal y como se llevaban en el siglo XVIII, también se exponen magníficos objetos de la colección de la familia Oberkampf.
Más de 8000 piezas se conservan en el museo, que enriquece sus colecciones mediante donaciones y adquisiciones. Los motivos de toile de Jouy se reeditan ahora o son fuente de inspiración para muchos diseñadores de muebles y ropa. Los temas preferidos de toile de Jouy que se reproducen son intemporales, como el amor, el arte, la mitología o la naturaleza.
Entre sus proyectos, se encuentra en curso la digitalización de 10 000 de los 30 000 motivos producidos por Oberkampf.